# 2024년 하계 올림픽 이집트 선수단
이집트는 2024년 7월 26일부터 8월 11일까지 파리에서 열리는 2024년 하계 올림픽에 참가했다. 1912년 국가 데뷔 이후 이집트 선수들은 두 번의 경우를 제외하고 모든 하계 올림픽에 출전했다. (1932년 로스 올림픽, 1980년 하계 올림픽) 이는 세계적인 대공황과 미국이 주도한 보이콧의 일환 때문이다.

## 출전 선수
| 종목           | 남자 | 여자 | 전체 |
| -------------- | ---- | ---- | ---- |
| 양궁           | 1    | 1    | 2    |
| 아티스틱스위밍 | 0    | 8    | 8    |
| 육상           | 5    | 1    | 6    |
| 복싱           | 2    | 1    | 3    |
| 카누           | 0    | 1    | 1    |
| 사이클         | 1    | 2    | 3    |
| 다이빙         | 2    | 2    | 4    |
| 승마           | 1    | 0    | 1    |
| 펜싱           | 9    | 8    | 17   |
| 축구           | 18   | 0    | 18   |
| 체조           | 1    | 8    | 9    |
| 핸드볼         | 14   | 0    | 14   |
| 유도           | 2    | 0    | 2    |
| 근대5종        | 2    | 2    | 4    |
| 조정           | 3    | 0    | 3    |
| 요트           | 1    | 1    | 2    |
| 사격           | 5    | 6    | 11   |
| 수영           | 1    | 1    | 2    |
| 탁구           | 3    | 3    | 6    |
| 태권도         | 2    | 1    | 3    |
| 테니스         | 0    | 1    | 1    |
| 배구           | 12   | 2    | 14   |
| 역도           | 2    | 3    | 5    |
| 레슬링         | 10   | 1    | 11   |
| 전체           | 97   | 52   | 149  |

## 메달 집계
| 종목 | 1 | 2 | 3 | 합계 |
| 종목 | ' | ' | ' | '    |
| 종목 | ' | ' | ' | '    |
| 종목 | ' | ' | ' | '    |
| 합계 | ' | ' | ' | '    |

## 같이 보기
- 2024년 하계 올림픽